# 兵庫県第5区
兵庫県第5区（ひょうごけんだい5く）は、日本の衆議院議員総選挙における選挙区。1994年（平成6年）の公職選挙法改正で設置。

## 区域

### 現在の区域
2022年（令和4年）公職選挙法改正以降の区域は以下のとおりである。川西市の西部が6区より移行している。
- 豊岡市
- 川西市（北部と西部）
  - 平野字カキヲジ原、石道、虫生、赤松、柳谷、芋生、若宮、清和台東1〜5丁目、清和台西1〜5丁目、けやき坂1〜5丁目、西畦野（字丸山、字東通りを除く）、一庫、国崎、黒川、横路、大和東1〜5丁目、大和西1〜5丁目、美山台1〜3丁目、丸山台1〜3丁目、見野1〜3丁目、東畦野、東畦野1〜6丁目、東畦野山手1・2丁目、長尾町、西畦野1・2丁目、山原、山原1・2丁目、緑が丘1・2丁目、山下町、山下、笹部1〜3丁目、笹部、下財町、一庫1〜3丁目
- 三田市
- 丹波篠山市
- 養父市
- 丹波市
- 朝来市
- 川辺郡
- 美方郡

### 2017年から2022年までの区域
2017年（平成29年）公職選挙法改正から2022年の小選挙区改定までの区域は以下のとおりである。2017年の区割り変更により、川西市（旧東谷村域）の区域が6区より移行している。
- 豊岡市
- 川西市（おおむね旧東谷村域）
  - 平野字カキヲジ原、西畦野（字丸山、字東通りを除く）、一庫、国崎、黒川、横路、大和東1〜5丁目、大和西1〜5丁目、美山台1〜3丁目、丸山台1〜3丁目、見野1〜3丁目、東畦野、東畦野1〜6丁目、東畦野山手1・2丁目、長尾町、西畦野1・2丁目、山原、山原1・2丁目、緑が丘1・2丁目、山下町、山下、笹部1〜3丁目、笹部、下財町、一庫1〜3丁目
- 三田市
- 篠山市
- 養父市
- 丹波市
- 朝来市
- 川辺郡
- 美方郡

### 2017年以前の区域
いずれも、市町村合併による自治体名変更を反映したもので実際の区域に変更はない。
2013年（平成25年）公職選挙法改正から2017年の小選挙区改定までの区域は以下のとおりである。
- 豊岡市
- 三田市
- 篠山市
- 養父市
- 丹波市
- 朝来市
- 川辺郡
- 美方郡

2002年（平成14年）公職選挙法改正から2013年の小選挙区改定までの区域は以下のとおりである。
- 豊岡市
- 三田市
- 篠山市
- 川辺郡
- 城崎郡
- 出石郡
- 美方郡
- 養父郡
- 朝来郡
- 氷上郡

1994年（平成6年）公職選挙法改正から2002年の小選挙区改定までの区域は以下のとおりである。
- 豊岡市
- 三田市
- 川辺郡
- 城崎郡
- 出石郡
- 美方郡
- 養父郡
- 朝来郡
- 氷上郡
- 多紀郡

## 歴史
1994年の小選挙区比例代表並立制導入以降は、旧5区の但馬県民局・丹波県民局管内に旧2区であった三田市と川辺郡猪名川町を加えて構成されることとなった。兵庫県で唯一選挙区域が広がった選挙区となり、5区に編入された三田市と猪名川町の住民からは不満の声が上がった。
そんな中で自民党と深い縁がある谷家が地盤の但馬を強固に固めている保守王国の一つであり、父の洋一が2期にわたって当選した後は息子の公一に後を継がせて当選を続けているが、第45回衆議院議員総選挙では民主党の梶原康弘に敗れて比例復活となった。第49回衆議院議員総選挙では日本維新の会の遠藤良太が大票田の三田市で得票数トップになるなど健闘したこともあり、谷家として小選挙区制では初めて10万票を割り込んだ（遠藤も比例復活で初当選）。第50回では遠藤が猪名川町で、梶原の後継として立った田村直也が三田市・川西市で谷を得票数で上回ったが、但馬では谷が両名を大きく引き離し、両名に比例復活を許さず当選している。

## 小選挙区選出議員
| 選挙名                 | 年     | 当選者   | 党派       |
| ---------------------- | ------ | -------- | ---------- |
| 第41回衆議院議員総選挙 | 1996年 | 谷洋一   | 自由民主党 |
| 第42回衆議院議員総選挙 | 2000年 | 谷洋一   | 自由民主党 |
| 第43回衆議院議員総選挙 | 2003年 | 谷公一   | 自由民主党 |
| 第44回衆議院議員総選挙 | 2005年 | 谷公一   | 自由民主党 |
| 第45回衆議院議員総選挙 | 2009年 | 梶原康弘 | 民主党     |
| 第46回衆議院議員総選挙 | 2012年 | 谷公一   | 自由民主党 |
| 第47回衆議院議員総選挙 | 2014年 | 谷公一   | 自由民主党 |
| 第48回衆議院議員総選挙 | 2017年 | 谷公一   | 自由民主党 |
| 第49回衆議院議員総選挙 | 2021年 | 谷公一   | 自由民主党 |
| 第50回衆議院議員総選挙 | 2024年 | 谷公一   | 自由民主党 |

## 選挙結果
時の内閣：第1次石破内閣 解散日：2024年10月9日 公示日：2024年10月15日
当日有権者数：37万302人 最終投票率：58.56%（前回比：3.03%） （全国投票率：53.85%（2.08%））
| 当落 | 候補者名 | 年齢 | 所属党派     | 新旧 | 得票数   | 得票率 | 惜敗率 | 推薦・支持                                   | 重複 |
| ---- | -------- | ---- | ------------ | ---- | -------- | ------ | ------ | -------------------------------------------- | ---- |
| 当   | 谷公一   | 72   | 自由民主党   | 前   | 96,659票 | 46.00% | ――     | 公明党推薦                                   | ○    |
|      | 田村直也 | 45   | 立憲民主党   | 新   | 59,670票 | 28.40% | 61.73% | 国民民主党兵庫県連・社会民主党兵庫県連合推薦 | ○    |
|      | 遠藤良太 | 39   | 日本維新の会 | 前   | 53,793票 | 25.60% | 55.65% |                                              | ○    |

時の内閣：第1次岸田内閣 解散日：2021年10月14日 公示日：2021年10月19日
当日有権者数：36万8205人 最終投票率：61.59%（前回比：3.56%） （全国投票率：55.93%（2.25%））
| 当落 | 候補者名 | 年齢 | 所属党派     | 新旧 | 得票数   | 得票率 | 惜敗率 | 推薦・支持                                   | 重複 |
| ---- | -------- | ---- | ------------ | ---- | -------- | ------ | ------ | -------------------------------------------- | ---- |
| 当   | 谷公一   | 69   | 自由民主党   | 前   | 94,656票 | 42.49% | ――     | 公明党推薦                                   | ○    |
| 比当 | 遠藤良太 | 36   | 日本維新の会 | 新   | 65,714票 | 29.50% | 69.42% |                                              | ○    |
|      | 梶原康弘 | 65   | 立憲民主党   | 元   | 62,414票 | 28.02% | 65.94% | 国民民主党兵庫県連・社会民主党兵庫県連合推薦 | ○    |

時の内閣：第3次安倍第3次改造内閣 解散日：2017年9月28日 公示日：2017年10月10日
当日有権者数：38万3730人 最終投票率：58.03%（前回比：1.42%） （全国投票率：53.68%（1.02%））
| 当落 | 候補者名 | 年齢 | 所属党派   | 新旧 | 得票数    | 得票率 | 惜敗率 | 推薦・支持 | 重複 |
| ---- | -------- | ---- | ---------- | ---- | --------- | ------ | ------ | ---------- | ---- |
| 当   | 谷公一   | 65   | 自由民主党 | 前   | 123,360票 | 56.89% | ――     | 公明党推薦 | ○    |
|      | 梶原康弘 | 61   | 希望の党   | 元   | 69,369票  | 31.99% | 56.23% |            | ○    |
|      | 西中孝男 | 68   | 日本共産党 | 新   | 24,104票  | 11.12% | 19.54% |            |      |

時の内閣：第2次安倍改造内閣 解散日：2014年11月21日 公示日：2014年12月2日
当日有権者数：35万4902人 最終投票率：56.61%（前回比：6.87%） （全国投票率：52.66%（6.66%））
| 当落 | 候補者名 | 年齢 | 所属党派   | 新旧 | 得票数    | 得票率 | 惜敗率 | 推薦・支持 | 重複 |
| ---- | -------- | ---- | ---------- | ---- | --------- | ------ | ------ | ---------- | ---- |
| 当   | 谷公一   | 62   | 自由民主党 | 前   | 110,439票 | 56.94% | ――     | 公明党推薦 | ○    |
|      | 三木圭恵 | 48   | 維新の党   | 前   | 60,337票  | 31.11% | 54.63% |            | ○    |
|      | 西中孝男 | 65   | 日本共産党 | 新   | 23,189票  | 11.96% | 21.00% |            |      |

時の内閣：野田第3次改造内閣 解散日：2012年11月16日 公示日：2012年12月4日 最終投票率：63.48%（前回比：9.77%） （全国投票率：59.32%（9.96%））
| 当落 | 候補者名 | 年齢 | 所属党派     | 新旧 | 得票数    | 得票率 | 惜敗率 | 推薦・支持     | 重複 |
| ---- | -------- | ---- | ------------ | ---- | --------- | ------ | ------ | -------------- | ---- |
| 当   | 谷公一   | 60   | 自由民主党   | 前   | 104,403票 | 47.03% | ――     | 公明党推薦     | ○    |
| 比当 | 三木圭恵 | 46   | 日本維新の会 | 新   | 51,341票  | 23.13% | 49.18% | みんなの党推薦 | ○    |
|      | 梶原康弘 | 56   | 民主党       | 前   | 50,732票  | 22.85% | 48.59% | 国民新党推薦   | ○    |
|      | 平山和志 | 59   | 日本共産党   | 新   | 15,534票  | 7.00%  | 14.88% |                |      |

時の内閣：麻生内閣 解散日：2009年7月21日 公示日：2009年8月18日 最終投票率：73.25% （全国投票率：69.28%（1.77%））
| 当落 | 候補者名 | 年齢 | 所属党派   | 新旧 | 得票数    | 得票率 | 惜敗率 | 推薦・支持 | 重複 |
| ---- | -------- | ---- | ---------- | ---- | --------- | ------ | ------ | ---------- | ---- |
| 当   | 梶原康弘 | 52   | 民主党     | 元   | 142,631票 | 54.96% | ――     |            | ○    |
| 比当 | 谷公一   | 57   | 自由民主党 | 前   | 109,497票 | 42.19% | 76.77% |            | ○    |
|      | 丸岡真澄 | 51   | 幸福実現党 | 新   | 7,406票   | 2.85%  | 5.19%  |            |      |

時の内閣：第2次小泉改造内閣 解散日：2005年8月8日 公示日：2005年8月30日 （全国投票率：67.51%（7.65%））
| 当落 | 候補者名 | 年齢 | 所属党派   | 新旧 | 得票数    | 得票率 | 惜敗率 | 推薦・支持 | 重複 |
| ---- | -------- | ---- | ---------- | ---- | --------- | ------ | ------ | ---------- | ---- |
| 当   | 谷公一   | 53   | 自由民主党 | 前   | 118,063票 | 45.30% | ――     |            | ○    |
|      | 梶原康弘 | 48   | 民主党     | 前   | 87,977票  | 33.76% | 74.52% |            | ○    |
|      | 日村豊彦 | 52   | 無所属     | 新   | 36,842票  | 14.14% | 31.21% |            | ×    |
|      | 平山和志 | 51   | 日本共産党 | 新   | 17,717票  | 6.80%  | 15.01% |            |      |

時の内閣：第1次小泉第2次改造内閣 解散日：2003年10月10日 公示日：2003年10月28日 （全国投票率：59.86%（2.63%））
| 当落 | 候補者名 | 年齢 | 所属党派   | 新旧 | 得票数    | 得票率 | 惜敗率 | 推薦・支持 | 重複 |
| ---- | -------- | ---- | ---------- | ---- | --------- | ------ | ------ | ---------- | ---- |
| 当   | 谷公一   | 51   | 自由民主党 | 新   | 112,437票 | 47.56% | ――     |            | ○    |
| 比当 | 梶原康弘 | 47   | 民主党     | 新   | 108,851票 | 46.04% | 96.81% |            | ○    |
|      | 西中孝男 | 54   | 日本共産党 | 新   | 15,124票  | 6.40%  | 13.45% |            |      |

時の内閣：第1次森内閣 解散日：2000年6月2日 公示日：2000年6月13日 （全国投票率：62.49%（2.84%））
| 当落 | 候補者名 | 年齢 | 所属党派   | 新旧 | 得票数    | 得票率 | 惜敗率 | 推薦・支持 | 重複 |
| ---- | -------- | ---- | ---------- | ---- | --------- | ------ | ------ | ---------- | ---- |
| 当   | 谷洋一   | 73   | 自由民主党 | 前   | 105,230票 | 42.30% | ――     |            | ○    |
|      | 吉岡賢治 | 62   | 民主党     | 元   | 88,402票  | 35.53% | 84.01% |            | ○    |
|      | 梶原康弘 | 43   | 自由党     | 新   | 29,540票  | 11.87% | 28.07% |            | ○    |
|      | 西本嘉宏 | 52   | 日本共産党 | 新   | 18,348票  | 7.37%  | 17.44% |            |      |
|      | 斎藤義明 | 51   | 自由連合   | 新   | 7,270票   | 2.92%  | 6.91%  |            | ○    |

時の内閣：第1次橋本内閣 解散日：1996年9月27日 公示日：1996年10月8日 （全国投票率：59.65%（8.11%））
| 当落 | 候補者名 | 年齢 | 所属党派     | 新旧 | 得票数    | 得票率 | 惜敗率 | 推薦・支持         | 重複 |
| ---- | -------- | ---- | ------------ | ---- | --------- | ------ | ------ | ------------------ | ---- |
| 当   | 谷洋一   | 69   | 自由民主党   | 前   | 108,180票 | 47.86% | ――     |                    | ○    |
|      | 吉岡賢治 | 58   | 民主改革連合 | 前   | 91,989票  | 40.69% | 85.03% | 新進党・民主党推薦 |      |
|      | 前田均   | 44   | 日本共産党   | 新   | 25,881票  | 11.45% | 23.92% |                    |      |